# 1128年
| 千纪： | 2千纪 |
| 世纪： | 11世纪 \| 12世纪 \| 13世纪                                                                                     |
| 年代： | 1090年代 \| 1100年代 \| 1110年代 \| 1120年代 \| 1130年代 \| 1140年代 \| 1150年代                               |
| 年份： | 1123年 \| 1124年 \| 1125年 \| 1126年 \| 1127年 \| 1128年 \| 1129年 \| 1130年 \| 1131年 \| 1132年 \| 1133年     |
| 纪年： | 戊申年（猴年）；西夏正德二年；金天會六年；西辽延慶五年；南宋建炎二年；大理嘉永七年；越南天順元年；日本大治三年 |

## 大事记
- 中国
  - 農歷十一月乙未（儒略曆12月8日），東京府汴梁守將杜充為阻止金兵南下，在滑州（今河南省滑縣）人為決開黃河堤防，造成黃河改道。在改道前，黃河在開封附近呈東北走向，在山東境內入渤海。改道後，黃河下游流經路線，按照現時中华人民共和国行政區域劃分，大體上經過河南的滎陽、鄭州、原陽、延津、封丘、中牟、開封、蘭考，後經山東的曹縣、單縣，再經安徽的碭山、蕭縣、最後入江蘇的丰縣、沛縣、徐州、邳縣、睢寧、宿遷、泗陽、淮安、漣水、阜寧、濱海然後入黃海，史稱黃河奪淮。
  - 金國分兵三路全軍進攻南宋，在宗澤領導全力抗擊下，5月無功而返。
  - 七月十二日（8月9日），南宋東京留守宗澤上表宋高宗，多次請求還京開封府，但被朝廷阻撓，憂憤成疾而卒。
  - 八月，金太宗知道宗澤已死，命完顏婁室率西路軍攻陝西，牽制西夏；命完顏銀術可留守太原，耶律餘睹留守雲中（今山西省大同市）鎮守後方；命完顏宗翰率主力中路軍、完顏宗輔率東路軍在黎陽津（今河南省浚縣東南）會合，南下進攻南宋行都揚州，爆發維揚之變，金軍連克德州、淄州、濟南府、大名府等地。
  - 濟南知府劉豫殺害堅決抗金的守將關勝後，向金國投降。
  - 史斌攻打兴元府（今陕西省汉中市）不胜，回关中，转攻长安（今陕西省西安市）。十一月败于宋将吴玠。
- 中東
  - 摩蘇爾與阿勒頗總督伊馬德丁·贊吉脫離塞爾柱王朝並建立贊吉王朝。

## 逝世
- 史斌，南宋初年陝西起事領袖。
- 8月9日——宗澤，中國北宋著名將領。